# Die nationalsozialistische Gemeinde
Die nationalsozialistische Gemeinde war laut ihrem Untertitel das „Zentralblatt der NSDAP für Kommunalpolitik.“ Die Zeitschrift erschien erstmals etwa zeitgleich mit der Machtübernahme 1933 durch die Nationalsozialisten bis hinein in die Zeit des Zweiten Weltkrieges im Jahr 1944. Das bis 1941 auch mit dem Untertitel „Zentralblatt der NSDAP für Gemeindepolitik“ bezeichnete Periodikum erschien anfänglich 14-täglich, später monatlich und wurde über den in München ansässigen und von Wilhelm Baur geleiteten Zentralverlag der NSDAP Franz Eher Nachfolger herausgegeben.
1943 und letztmals bis zum 12. Jahrgang 1944 erschien das Blatt mit den Unterreihen Ausgabe A und Ausgabe B und dem ergänzenden Untertitel Unter Wahrnehmung der Aufgaben der Zeitschrift Der Gemeindetag zugleich als amtliches Organ des Deutschen Gemeindetages.